# التبريد الجيوفيزيائي العالمي
قبل مفهوم الصفائح التكتونية، كان التبريد العالمي نظرية جيوفيزيائية من قبل جيمس دوايت دانا، والتي يشار إليها أيضًا باسم نظرية الأرض المتعاقد عليها. وأشارت إلى أن الأرض كانت في حالة منصهرة، وتشكلت معالم مثل الجبال أثناء تبريدها وتقلصها. عندما يبرد الجزء الداخلي من الأرض ويتقلص، يجب أن تنكمش القشرة الصلبة وتنكمش. يمكن أن ينتج عن التجعد ميزات مثل سلاسل الجبال.

## تطبيق
تمت مقارنة الأرض بكرة تبريد من الحديد، أو غلاية بخار ذات ألواح مرجل متحركة. بحلول أوائل القرن العشرين، كان من المعروف أن درجة الحرارة تزداد مع زيادة العمق. مع سماكة القشرة، «ألواح الغلايات»، التي تقدر بعشرة إلى خمسين ميلاً، سيكون الضغط النزولي مئات الآلاف من الجنيهات لكل بوصة مربعة.على الرغم من أنه كان من المتوقع أن تتحول المياه الجوفية إلى بخار على عمق كبير، إلا أن الضغط الهابط عادة ما يحتوي على أي بخار. يُعتقد أن تأثير البخار على الصخور المنصهرة هو سبب البراكين والزلازل، حيث لوحظ أن معظم البراكين قريبة من الماء.لم يكن من الواضح ما إذا كانت الصخور المنصهرة من البراكين قد نشأت في الصخور المنصهرة تحت القشرة، أو إذا أدت الحرارة المتزايدة بسبب الضغط تحت الجبال إلى ذوبان الصخور. كان أحد أسباب ظهور البراكين هو الطريقة التي «تتخلص بها الأرض المتقلصة من المادة التي لم تعد قادرة على احتوائها.» وقد لوحظ وجود علاقة بين الزلازل والبراكين، على الرغم من عدم معرفة الأسباب.تميل خطوط الصدع والزلازل إلى الحدوث على طول حدود «ألواح الغلايات» المتغيرة، لكن طي الجبال يشير إلى أن الصفائح تنثني أحيانًا.
في أوائل القرن العشرين، استخدم البروفيسور إدوارد سويس النظرية لشرح زلزال ميسينا عام 1908، حيث رأى أن قشرة الأرض تتقلص تدريجياً في كل مكان. كما توقع أن الانفجارات البركانية ستتبع الزلزال والتسونامي في جنوب إيطاليا. وعزا الزلزال إلى غرق القشرة الأرضية التي تقع في مركزها جزر إيولايان. وأعلن أنه مع استمرار عملية الغرق، ستُغرق مرتفعات كالابريا وصقلية على جانبي مضيق ميسينا، وستبقى أعلى القمم فقط فوق البحر. وقال إن هذا المضيق سيتسع بشكل كبير.
وبالمثل، أوضح البروفيسور روبرت. هيل في ذلك الوقت أن "الصخور تتعرض للانحناء والتشقق والكسر أو التشوه بسبب الانكماش الكبير واستقرار القشرة الأرضية ككل. إن تقلص كرة الأرض هو الانكماش المادي للعمر الذي يقاس بالدهور بدلاً من السنوات. كانت تشنجات الأرض في عصور ما قبل التاريخ قبل أن يسكن الإنسان هذا الكوكب رائعة، ولا يمكن تصورها تقريبًا. "لم يكن هناك شك في أن الزلازل آخذة في التقلص". كان إزاحة زلزال سان فرانسيسكو عام 1906 على بعد بضعة أقدام فقط، بينما أحدثت زلازل ما قبل

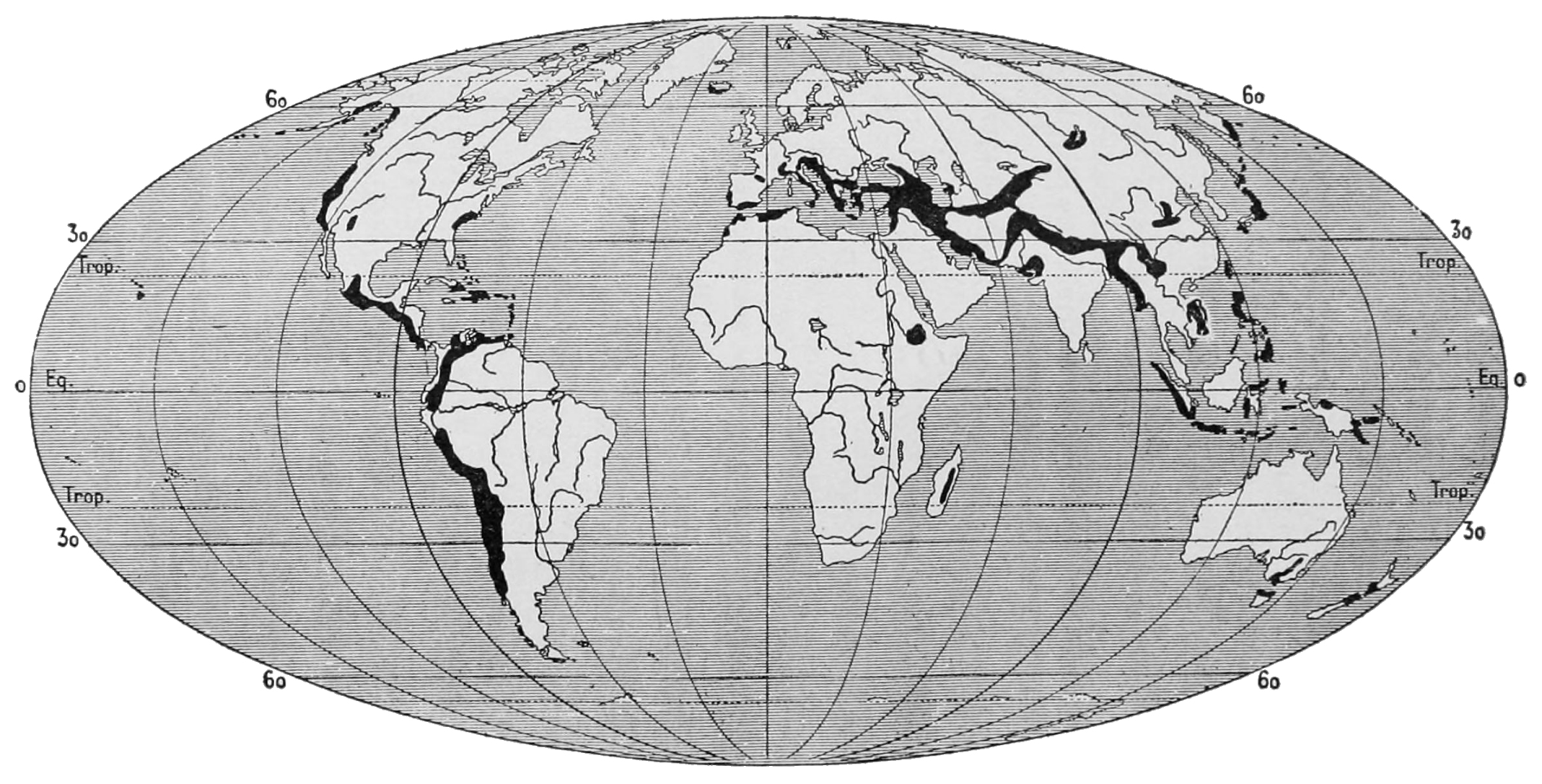
1906 خريطة مناطق الزلزال

التاريخ شقوقًا وانزلاقات على ارتفاع 20000 قدم.
تم ملاحظة حلقة النار في المحيط الهادئ، بالإضافة إلى حزام زلزال ثان يمر عبر
- الفلبينيين
- بنما
- منطقة البحر الكاريبي
- إسبانيا
- جبال الألب
- جبال الهيمالايا
- من آسيا إلى اليابان

عملت الأرض المتعاقد عليها كإطار عمل ليوبولد كوبر وهانز ستيل الذين عملوا على نظرية الجيوسينكلين في النصف الأول من القرن العشرين.

## اعتراضات
بعض الاعتراضات تشمل:
- بعض ميزات الأرض واسعة النطاق هي نتيجة الامتداد بدلاً من التقصير.
- بعد اكتشاف الانحلال الإشعاعي، تم إدراك أنه سيطلق حرارة داخل الكوكب. هذا يقوض تأثير التبريد الذي تقوم عليه نظرية الكواكب المتقلصة.[4]
- تم العثور على حفريات متطابقة على بعد آلاف الكيلومترات، مما يدل على أن الكوكب كان ذات يوم قارة واحدة انفصلت بسبب الصفائح التكتونية.

## الحالة الحالية
تم دحض هذه النظرية الآن وتعتبر عفا عليها الزمن. على عكس الأرض، يظل التبريد العالمي هو التفسير السائد لخصائص المنحدرات (الجرف) على كوكب عطارد. بعد استئناف استكشاف القمر في التسعينيات، تم اكتشاف وجود شقوق عبر سطح القمر ناتجة عن الانكماش بسبب التبريد.